# Lista de líderes da Major League Baseball em salvamentos
Esta é uma lista dos líderes anuais em salvamentos na Major League Baseball (MLB), com listas separadas para a Liga Americana e a Liga Nacional. Também inclui diversas ligas profissionais e associações já extintas e que nunca foram parte da MLB.

Bruce Sutter está empatado na MLB tanto em vezes totais liderando a liga em salvamentos (5) como número de vezes consecutivas liderando a liga (4).

No beisebol, um salvamento é creditado ao arremessador que finaliza um jogo pelo time vencedor sob determinadas circunstâncias. Mais comumente um arremessador fechador (em inglês "reliever") ganha o crédito pelo salvamento entrando na nona entrada do jogo em que seu time esteja ganhando por três ou menos corridas e finalizando o jogo arremessando nesta entrada sem perder a liderança. Esta estatística foi criada por Jerome Holtzman em 1959 para "medir a efetividade de arremessadores fechadores" e foi adotada como uma estatística oficial pelo MLB em 1969. Os salvamentos tem sido retroativamente medidos para arremessadores que atuaram antes desta data.
A MLB reconhece o jogador ou jogadores em cada liga[a] com mais salvamentos em cada temporada. Em retrospetiva, os cinco salvamentos de Jack Manning deram a ele a liderança na Liga Nacional em seu ano inaugural, enquanto Bill Hoffer foi o campeão da  Liga Americana com três. Mordecai Brown foi o primeiro arremessador a conseguir ao menos 10 salvamentos em uma temporada. Dan Quisenberry, Bruce Sutter, Firpo Marberry e Ed Walsh são os únicos arremessador a liderarem a liga em salvamentos por cinco vezes (embora Marberry e Walsh conseguiram o feito antes de 1969). Sutter está também empatado com Harry Wright, Dan Quisenberry e Craig Kimbrel por mais temporadas consecutivas liderando a liga em salvamentos com quatro.

## Liga Americana
| Ano  | Jogador                                                  | Time(s)                                                                                   | Salvamentos |
| ---- | -------------------------------------------------------- | ----------------------------------------------------------------------------------------- | ----------- |
| 1901 | Bill Hoffer                                              | Cleveland Blues                                                                           | 3           |
| 1902 | Jack Powell                                              | St. Louis Browns                                                                          | 2           |
| 1903 | Bill Dinneen George Mullin Al Orth Jack Powell Cy Young  | Boston Americans Detroit Tigers Washington Senators St. Louis Browns Boston Americans     | 2           |
| 1904 | Case Patten                                              | Washington Senators                                                                       | 3           |
| 1905 | Jim Buchanan                                             | St. Louis Browns                                                                          | 2           |
| 1906 | Chief Bender Otto Hess                                   | Philadelphia Athletics Cleveland Naps                                                     | 3           |
| 1907 | Bill Dinneen Tom Hughes Ed Walsh                         | Boston/St. Louis Washington Senators Chicago White Sox                                    | 4           |
| 1908 | Ed Walsh                                                 | Chicago White Sox                                                                         | 6           |
| 1909 | Frank Arellanes                                          | Boston Red Sox                                                                            | 8           |
| 1910 | Ed Walsh                                                 | Chicago White Sox                                                                         | 5           |
| 1911 | Charley Hall Eddie Plank Ed Walsh                        | Boston Red Sox Philadelphia Athletics Chicago White Sox                                   | 4           |
| 1912 | Ed Walsh                                                 | Chicago White Sox                                                                         | 10          |
| 1913 | Chief Bender                                             | Philadelphia Athletics                                                                    | 13          |
| 1914 | Jack Bentley Hooks Dauss Red Faber Roy Mitchell Jim Shaw | Washington Senators Detroit Tigers Chicago White Sox St. Louis Browns Washington Senators | 4           |
| 1915 | Carl Mays                                                | Boston Red Sox                                                                            | 7           |
| 1916 | Bob Shawkey                                              | New York Yankees                                                                          | 8           |
| 1917 | Dave Danforth                                            | Chicago White Sox                                                                         | 9           |
| 1918 | George Mogridge                                          | New York Yankees                                                                          | 7           |
| 1919 | Allen Russell Jim Shaw Bob Shawkey                       | New York/Boston Washington Senators New York Yankees                                      | 5           |
| 1920 | Dickey Kerr Urban Shocker                                | Chicago White Sox St. Louis Browns                                                        | 5           |
| 1921 | Carl Mays Jim Middleton                                  | New York Yankees Detroit Tigers                                                           | 7           |
| 1922 | Sam Jones                                                | New York Yankees                                                                          | 8           |
| 1923 | Allen Russell                                            | Washington Senators                                                                       | 9           |
| 1924 | Firpo Marberry                                           | Washington Senators                                                                       | 15          |
| 1925 | Firpo Marberry                                           | Washington Senators                                                                       | 15          |
| 1926 | Firpo Marberry                                           | Washington Senators                                                                       | 22          |
| 1927 | Garland Braxton Wilcy Moore                              | Washington Senators New York Yankees                                                      | 13          |
| 1928 | Waite Hoyt                                               | New York Yankees                                                                          | 8           |
| 1929 | Firpo Marberry                                           | Washington Senators                                                                       | 11          |
| 1930 | Lefty Grove                                              | Philadelphia Athletics                                                                    | 9           |
| 1931 | Wilcy Moore                                              | Boston Red Sox                                                                            | 10          |
| 1932 | Firpo Marberry                                           | Washington Senators                                                                       | 13          |
| 1933 | Jack Russell                                             | Washington Senators                                                                       | 13          |
| 1934 | Jack Russell                                             | Washington Senators                                                                       | 7           |
| 1935 | Jack Knott                                               | St. Louis Browns                                                                          | 7           |
| 1936 | Pat Malone                                               | New York Yankees                                                                          | 9           |
| 1937 | Clint Brown                                              | Chicago White Sox                                                                         | 18          |
| 1938 | Johnny Murphy                                            | New York Yankees                                                                          | 11          |
| 1939 | Johnny Murphy                                            | New York Yankees                                                                          | 19          |
| 1940 | Al Benton                                                | Detroit Tigers                                                                            | 17          |
| 1941 | Johnny Murphy                                            | New York Yankees                                                                          | 15          |
| 1942 | Johnny Murphy                                            | New York Yankees                                                                          | 11          |
| 1943 | Gordon Maltzberger                                       | Chicago White Sox                                                                         | 14          |
| 1944 | Joe Berry George Caster Gordon Maltzberger               | Philadelphia Athletics St. Louis Browns Chicago White Sox                                 | 12          |
| 1945 | Jim Turner                                               | New York Yankees                                                                          | 10          |
| 1946 | Bob Klinger                                              | Boston Red Sox                                                                            | 9           |
| 1947 | Ed Klieman Joe Page                                      | Cleveland Indians New York Yankees                                                        | 17          |
| 1948 | Russ Christopher                                         | Cleveland Indians                                                                         | 17          |
| 1949 | Joe Page                                                 | New York Yankees                                                                          | 27          |
| 1950 | Mickey Harris                                            | Washington Senators                                                                       | 15          |
| 1951 | Ellis Kinder                                             | Boston Red Sox                                                                            | 14          |
| 1952 | Harry Dorish                                             | Chicago White Sox                                                                         | 11          |
| 1953 | Ellis Kinder                                             | Boston Red Sox                                                                            | 27          |
| 1954 | Johnny Sain                                              | New York Yankees                                                                          | 22          |
| 1955 | Ray Narleski                                             | Cleveland Indians                                                                         | 19          |
| 1956 | George Zuverink                                          | Baltimore Orioles                                                                         | 16          |
| 1957 | Bob Grim                                                 | New York Yankees                                                                          | 19          |
| 1958 | Ryne Duren                                               | New York Yankees                                                                          | 20          |
| 1959 | Turk Lown                                                | Chicago White Sox                                                                         | 15          |
| 1960 | Mike Fornieles Johnny Klippstein                         | Boston Red Sox Cleveland Indians                                                          | 14          |
| 1961 | Luis Arroyo                                              | New York Yankees                                                                          | 29          |
| 1962 | Dick Radatz                                              | Boston Red Sox                                                                            | 24          |
| 1963 | Stu Miller                                               | Baltimore Orioles                                                                         | 27          |
| 1964 | Dick Radatz                                              | Boston Red Sox                                                                            | 29          |
| 1965 | Ron Kline                                                | Washington Senators                                                                       | 29          |
| 1966 | Jack Aker                                                | Kansas City Athletics                                                                     | 32          |
| 1967 | Minnie Rojas                                             | California Angels                                                                         | 27          |
| 1968 | Al Worthington                                           | Minnesota Twins                                                                           | 18          |
| 1969 | Ron Perranoski                                           | Minnesota Twins                                                                           | 31          |
| 1970 | Ron Perranoski                                           | Minnesota Twins                                                                           | 34          |
| 1971 | Ken Sanders                                              | Milwaukee Brewers                                                                         | 31          |
| 1972 | Sparky Lyle                                              | New York Yankees                                                                          | 35          |
| 1973 | John Hiller                                              | Detroit Tigers                                                                            | 38          |
| 1974 | Terry Forster                                            | Chicago White Sox                                                                         | 24          |
| 1975 | Goose Gossage                                            | Chicago White Sox                                                                         | 26          |
| 1976 | Sparky Lyle                                              | New York Yankees                                                                          | 23          |
| 1977 | Bill Campbell                                            | Boston Red Sox                                                                            | 31          |
| 1978 | Goose Gossage                                            | New York Yankees                                                                          | 27          |
| 1979 | Mike Marshall                                            | Minnesota Twins                                                                           | 32          |
| 1980 | Goose Gossage Dan Quisenberry                            | New York Yankees Kansas City Royals                                                       | 33          |
| 1981 | Rollie Fingers                                           | Milwaukee Brewers                                                                         | 28          |
| 1982 | Dan Quisenberry                                          | Kansas City Royals                                                                        | 35          |
| 1983 | Dan Quisenberry                                          | Kansas City Royals                                                                        | 45          |
| 1984 | Dan Quisenberry                                          | Kansas City Royals                                                                        | 44          |
| 1985 | Dan Quisenberry                                          | Kansas City Royals                                                                        | 37          |
| 1986 | Dave Righetti                                            | New York Yankees                                                                          | 46          |
| 1987 | Tom Henke                                                | Toronto Blue Jays                                                                         | 34          |
| 1988 | Dennis Eckersley                                         | Oakland Athletics                                                                         | 45          |
| 1989 | Jeff Russell                                             | Texas Rangers                                                                             | 38          |
| 1990 | Bobby Thigpen                                            | Chicago White Sox                                                                         | 57          |
| 1991 | Bryan Harvey                                             | California Angels                                                                         | 46          |
| 1992 | Dennis Eckersley                                         | Oakland Athletics                                                                         | 51          |
| 1993 | Jeff Montgomery Duane Ward                               | Kansas City Royals Toronto Blue Jays                                                      | 45          |
| 1994 | Lee Smith                                                | Baltimore Orioles                                                                         | 33          |
| 1995 | José Mesa                                                | Cleveland Indians                                                                         | 46          |
| 1996 | John Wetteland                                           | New York Yankees                                                                          | 43          |
| 1997 | Randy Myers                                              | Baltimore Orioles                                                                         | 45          |
| 1998 | Tom Gordon                                               | Boston Red Sox                                                                            | 46          |
| 1999 | Mariano Rivera                                           | New York Yankees                                                                          | 45          |
| 2000 | Todd Jones Derek Lowe                                    | Detroit Tigers Boston Red Sox                                                             | 42          |
| 2001 | Mariano Rivera                                           | New York Yankees                                                                          | 50          |
| 2002 | Eddie Guardado                                           | Minnesota Twins                                                                           | 45          |
| 2003 | Keith Foulke                                             | Oakland Athletics                                                                         | 43          |
| 2004 | Mariano Rivera                                           | New York Yankees                                                                          | 53          |
| 2005 | Francisco Rodríguez Bob Wickman                          | Los Angeles Angels Cleveland Indians                                                      | 45          |
| 2006 | Francisco Rodríguez                                      | Los Angeles Angels                                                                        | 47          |
| 2007 | Joe Borowski                                             | Cleveland Indians                                                                         | 45          |
| 2008 | Francisco Rodríguez                                      | Los Angeles Angels                                                                        | 62          |
| 2009 | Brian Fuentes                                            | Los Angeles Angels                                                                        | 48          |
| 2010 | Rafael Soriano                                           | Tampa Bay Rays                                                                            | 45          |
| 2011 | José Valverde                                            | Detroit Tigers                                                                            | 49          |
| 2012 | Jim Johnson                                              | Baltimore Orioles                                                                         | 51          |
| 2013 | Jim Johnson                                              | Baltimore Orioles                                                                         | 50          |
| 2014 | Fernando Rodney                                          | Seattle Mariners                                                                          | 48          |
| 2015 | Brad Boxberger                                           | Tampa Bay Rays                                                                            | 41          |
| 2016 | Zach Britton                                             | Baltimore Orioles                                                                         | 47          |
| 2017 | Álex Colomé                                              | Tampa Bay Rays                                                                            | 47          |
| 2018 | Edwin Díaz                                               | Seattle Mariners                                                                          | 57          |
| 2019 | Roberto Osuna                                            | Houston Astros                                                                            | 38          |

## Liga Nacional
| Ano  | Jogador | Time(s) | Salvamentos |
| ---- | --- | --- | ----------- |
| 1876 | Jack Manning | Boston Red Caps | 5           |
| 1877 | Cal McVey | Chicago White Stockings | 2           |
| 1878 | Tom Healey | Providence Grays Indianapolis Blues | 1           |
| 1879 | Bobby Mathews John Montgomery Ward                                                                                    | Providence Grays | 1           |
| 1880 | Lee Richmond | Worcester Ruby Legs | 3           |
| 1881 | Bobby Mathews | Providence Grays Boston Red Caps | 2           |
| 1882 | John Montgomery Ward                                                                                                  | Providence Grays | 1           |
| 1883 | Jim Whitney Stump Wiedman                                                                                             | Boston Beaneaters Detroit Wolverines | 2           |
| 1884 | John Morrill | Boston Beaneaters | 2           |
| 1885 | Fred Pfeffer Ned Williamson                                                                                           | Chicago White Stockings | 2           |
| 1886 | Charlie Ferguson | Philadelphia Quakers | 2           |
| 1887 | Mark Baldwin Frederick Fass Charlie Ferguson Bob Pettit Bill Stemmyer Mike Tiernan Larry Twitchell George Van Haltren | Chicago White Stockings Indianapolis Hoosiers Philadelphia Quakers Chicago White Stockings Boston Beaneaters New York Giants Detroit Wolverines Chicago White Stockings | 1           |
| 1888 | George Wood | Philadelphia Quakers | 2           |
| 1889 | Bill Bishop Bill Sowders Mickey Welch                                                                                 | Chicago White Stockings Boston/Pittsburgh New York Giants | 2           |
| 1890 | Dave Foutz Kid Gleason Bill Hutchinson                                                                                | Brooklyn Bridegrooms Philadelphia Phillies Chicago Colts | 2           |
| 1891 | John Clarkson Kid Nichols                                                                                             | Boston Beaneaters | 3           |
| 1892 | Gus Weyhing | Philadelphia Phillies | 3           |
| 1893 | Mark Baldwin Tom Colcolough Frank Donnelly Frank Dwyer Tony Mullane                                                   | Pittsburgh/New York Pittsburgh Pirates Chicago Colts Cincinnati Reds Cincinnati/Baltimore                                                                               | 2           |
| 1894 | Tony Mullane | Baltimore Orioles Cleveland Spiders | 4           |
| 1895 | Ernie Beam Kid Nichols Tom Parrott                                                                                    | Philadelphia Phillies Boston Beaneaters Cincinnati Reds | 3           |
| 1896 | Cy Young | Cleveland Spiders | 3           |
| 1897 | Win Mercer Kid Nichols                                                                                                | Washington Senators Boston Beaneaters | 3           |
| 1898 | Kid Nichols | Boston Beaneaters | 4           |
| 1899 | Sam Leever | Pittsburgh Pirates | 3           |
| 1900 | Frank Kitson | Brooklyn Supurbas | 4           |
| 1901 | Wild Bill Donovan Jack Powell                                                                                         | Brooklyn Supurbas St. Louis Cardinals | 3           |
| 1902 | Vic Willis | Boston Beaneaters | 3           |
| 1903 | Carl Lundgren Roscoe Miller                                                                                           | Chicago Cubs New York Giants | 3           |
| 1904 | Joe McGinnity | New York Giants | 5           |
| 1905 | Claude Elliott | New York Giants | 6           |
| 1906 | George Ferguson | New York Giants | 7           |
| 1907 | Joe McGinnity | New York Giants | 4           |
| 1908 | Mordecai Brown Christy Mathewson Joe McGinnity                                                                        | Chicago Cubs New York Giants | 5           |
| 1909 | Mordecai Brown | Chicago Cubs | 7           |
| 1910 | Mordecai Brown Harry Gaspar                                                                                           | Chicago Cubs Cincinnati Reds | 7           |
| 1911 | Mordecai Brown | Chicago Cubs | 13          |
| 1912 | Slim Sallee | St. Louis Cardinals | 6           |
| 1913 | Larry Cheney | Chicago Cubs | 11          |
| 1914 | Red Ames Slim Sallee                                                                                                  | Cincinnati Reds St. Louis Cardinals | 6           |
| 1915 | Tom Hughes | Boston Braves | 9           |
| 1916 | Red Ames | St. Louis Cardinals | 8           |
| 1917 | Slim Sallee | New York Giants | 4           |
| 1918 | Fred Anderson Wilbur Cooper Joe Oeschger Fred Toney                                                                   | New York Giants Pittsburgh Pirates Philadelphia Phillies Cincinnati/New York                                                                                            | 3           |
| 1919 | Oscar Tuero | St. Louis Cardinals | 4           |
| 1920 | Bill Sherdel | St. Louis Cardinals | 6           |
| 1921 | Lou North | St. Louis Cardinals | 7           |
| 1922 | Claude Jonnard | New York Giants | 5           |
| 1923 | Claude Jonnard | New York Giants | 5           |
| 1924 | Jakie May | Cincinnati Reds | 6           |
| 1925 | Guy Bush Johnny Morrison                                                                                              | Chicago Cubs Pittsburgh Pirates | 4           |
| 1926 | Chick Davies | New York Giants | 6           |
| 1927 | Bill Sherdel | St. Louis Cardinals | 6           |
| 1928 | Hal Haid Bill Sherdel                                                                                                 | St. Louis Cardinals | 5           |
| 1929 | Guy Bush Johnny Morrison                                                                                              | Chicago Cubs Brooklyn Robins | 8           |
| 1930 | Hi Bell | St. Louis Cardinals | 8           |
| 1931 | Jack Quinn | Brooklyn Robins | 15          |
| 1932 | Jack Quinn | Brooklyn Dodgers | 8           |
| 1933 | Phil Collins | Philadelphia Phillies | 6           |
| 1934 | Carl Hubbell | New York Giants | 8           |
| 1935 | Dutch Leonard | Brooklyn Dodgers | 8           |
| 1936 | Dizzy Dean | St. Louis Cardinals | 11          |
| 1937 | Mace Brown Cliff Melton                                                                                               | Pittsburgh Pirates New York Giants | 7           |
| 1938 | Dick Coffman | New York Giants | 12          |
| 1939 | Bob Bowman Clyde Shoun                                                                                                | St. Louis Cardinals | 9           |
| 1940 | Joe Beggs Jumbo Brown Mace Brown                                                                                      | Cincinnati Reds New York Giants Pittsburgh Pirates | 7           |
| 1941 | Jumbo Brown | New York Giants | 8           |
| 1942 | Hugh Casey | Brooklyn Dodgers | 13          |
| 1943 | Les Webber | Brooklyn Dodgers | 10          |
| 1944 | Ace Adams | New York Giants | 13          |
| 1945 | Ace Adams Andy Karl                                                                                                   | New York Giants Philadelphia Phillies | 15          |
| 1946 | Ken Raffensberger | Philadelphia Phillies | 6           |
| 1947 | Hugh Casey | Brooklyn Dodgers | 18          |
| 1948 | Harry Gumbert | Cincinnati Reds | 17          |
| 1949 | Ted Wilks | St. Louis Cardinals | 9           |
| 1950 | Jim Konstanty | Philadelphia Phillies | 22          |
| 1951 | Ted Wilks | St. Louis Cardinals | 13          |
| 1952 | Al Brazle | St. Louis Cardinals | 16          |
| 1953 | Al Brazle | St. Louis Cardinals | 18          |
| 1954 | Jim Hughes | Brooklyn Dodgers | 24          |
| 1955 | Jack Meyer | Philadelphia Phillies | 16          |
| 1956 | Clem Labine | Brooklyn Dodgers | 19          |
| 1957 | Clem Labine | Brooklyn Dodgers | 17          |
| 1958 | Roy Face | Pittsburgh Pirates | 20          |
| 1959 | Lindy McDaniel Don McMahon                                                                                            | St. Louis Cardinals Milwaukee Braves | 15          |
| 1960 | Lindy McDaniel | St. Louis Cardinals | 26          |
| 1961 | Roy Face Stu Miller                                                                                                   | Pittsburgh Pirates San Francisco Giants | 17          |
| 1962 | Roy Face | Pittsburgh Pirates | 28          |
| 1963 | Lindy McDaniel | Chicago Cubs | 22          |
| 1964 | Hal Woodeshick | Houston Colt .45's | 23          |
| 1965 | Ted Abernathy | Chicago Cubs | 31          |
| 1966 | Phil Regan | Los Angeles Dodgers | 21          |
| 1967 | Ted Abernathy | Cincinnati Reds | 28          |
| 1968 | Phil Regan | Los Angeles Dodgers Chicago Cubs | 25          |
| 1969 | Fred Gladding | Houston Astros | 29          |
| 1970 | Wayne Granger | Cincinnati Reds | 35          |
| 1971 | Dave Giusti | Pittsburgh Pirates | 30          |
| 1972 | Clay Carroll | Cincinnati Reds | 37          |
| 1973 | Mike Marshall | Montreal Expos | 31          |
| 1974 | Mike Marshall | Los Angeles Dodgers | 21          |
| 1975 | Rawly Eastwick Al Hrabosky                                                                                            | Cincinnati Reds St. Louis Cardinals | 22          |
| 1976 | Rawly Eastwick | Cincinnati Reds | 26          |
| 1977 | Rollie Fingers | San Diego Padres | 35          |
| 1978 | Rollie Fingers | San Diego Padres | 37          |
| 1979 | Bruce Sutter | Chicago Cubs | 37          |
| 1980 | Bruce Sutter | Chicago Cubs | 28          |
| 1981 | Bruce Sutter | St. Louis Cardinals | 25          |
| 1982 | Bruce Sutter | St. Louis Cardinals | 36          |
| 1983 | Lee Smith | Chicago Cubs | 29          |
| 1984 | Bruce Sutter | St. Louis Cardinals | 45          |
| 1985 | Jeff Reardon | Montreal Expos | 41          |
| 1986 | Todd Worrell | St. Louis Cardinals | 36          |
| 1987 | Steve Bedrosian | Philadelphia Phillies | 40          |
| 1988 | John Franco | Cincinnati Reds | 39          |
| 1989 | Mark Davis | San Diego Padres | 44          |
| 1990 | John Franco | New York Mets | 33          |
| 1991 | Lee Smith | St. Louis Cardinals | 47          |
| 1992 | Lee Smith | St. Louis Cardinals | 43          |
| 1993 | Randy Myers | Chicago Cubs | 53          |
| 1994 | John Franco | New York Mets | 30          |
| 1995 | Randy Myers | Chicago Cubs | 38          |
| 1996 | Jeff Brantley Todd Worrell                                                                                            | Cincinnati Reds Los Angeles Dodgers | 44          |
| 1997 | Jeff Shaw | Cincinnati Reds | 42          |
| 1998 | Trevor Hoffman | San Diego Padres | 53          |
| 1999 | Ugueth Urbina | Montreal Expos | 41          |
| 2000 | Antonio Alfonseca | Florida Marlins | 45          |
| 2001 | Robb Nen | San Francisco Giants | 45          |
| 2002 | John Smoltz | Atlanta Braves | 55          |
| 2003 | Éric Gagné | Los Angeles Dodgers | 55          |
| 2004 | Armando Benítez Jason Isringhausen                                                                                    | Florida Marlins St. Louis Cardinals | 47          |
| 2005 | Chad Cordero | Washington Nationals | 47          |
| 2006 | Trevor Hoffman | San Diego Padres | 46          |
| 2007 | José Valverde | Arizona Diamondbacks | 47          |
| 2008 | José Valverde | Houston Astros | 44          |
| 2009 | Heath Bell | San Diego Padres | 42          |
| 2010 | Brian Wilson | San Francisco Giants | 48          |
| 2011 | John Axford Craig Kimbrel                                                                                             | Milwaukee Brewers Atlanta Braves | 46          |
| 2012 | Craig Kimbrel Jason Motte                                                                                             | Atlanta Braves St. Louis Cardinals | 42          |
| 2013 | Craig Kimbrel | Atlanta Braves | 50          |
| 2014 | Craig Kimbrel | Atlanta Braves | 47          |
| 2015 | Mark Melancon | Pittsburgh Pirates | 51          |
| 2016 | Jeurys Familia | New York Mets | 51          |
| 2017 | Greg Holland Kenley Jansen                                                                                            | Colorado Rockies Los Angeles Dodgers | 41          |
| 2018 | Wade Davis | Colorado Rockies | 43          |
| 2019 | Kirby Yates | San Diego Padres | 41          |

## American Association
| Ano  | Jogador                                               | Time(s)                                                                        | Salvamentos |
| ---- | ----------------------------------------------------- | ------------------------------------------------------------------------------ | ----------- |
| 1882 | Eddie Fusselback                                      | St. Louis Brown Stockings                                                      | 1           |
| 1883 | Bob Barr Tony Mullane                                 | Pittsburgh Alleghenys St. Louis Browns                                         | 1           |
| 1884 | Oyster Burns Frank Mountain Hank O'Day                | Baltimore Orioles Columbus Buckeyes Toledo Blue Stockings                      | 1           |
| 1885 | Oyster Burns                                          | Baltimore Orioles                                                              | 3           |
| 1886 | Bones Ely Dave Foutz Nat Hudson Ed Morris Joe Strauss | Louisville Colonels St. Louis Browns Pittsburgh Alleghenys Louisville Colonels | 1           |
| 1887 | Adonis Terry                                          | Brooklyn Grays                                                                 | 3           |
| 1888 | Pop Corkhill Bob Gilks Tony Mullane                   | Cincinnati Red Stockings Cleveland Blues Cincinnati Red Stockings              | 1           |
| 1889 | Tony Mullane                                          | Cincinnati Red Stockings                                                       | 5           |
| 1890 | Herb Goodall                                          | Louisville Colonels                                                            | 4           |
| 1891 | Bill Daley Cinders O'Brien                            | Boston Reds                                                                    | 2           |

## National Association
| Ano  | Jogador                  | Time(s)                                 | Salvamentos |
| ---- | ------------------------ | --------------------------------------- | ----------- |
| 1871 | Harry Wright             | Boston Red Stockings                    | 3           |
| 1872 | Al Spalding Harry Wright | Baltimore Canaries Boston Red Stockings | 1           |
| 1873 | Al Spalding              | Boston Red Stockings                    | 2           |
| 1874 | Harry Wright             | Boston Red Stockings                    | 3           |
| 1875 | Al Spalding              | Boston Red Stockings                    | 8           |

## Union Association
| Ano  | Jogador      | Time(s)           | Salvamentos |
| ---- | ------------ | ----------------- | ----------- |
| 1884 | Billy Taylor | St. Louis Maroons | 4           |

## Player's League
| Ano  | Jogador                   | Time(s)                            | Salvamentos |
| ---- | ------------------------- | ---------------------------------- | ----------- |
| 1890 | George Hemming Hank O'Day | Cleveland/Brooklyn New York Giants | 3           |

## Federal League
| Ano  | Jogador      | Time(s)         | Salvamentos |
| ---- | ------------ | --------------- | ----------- |
| 1914 | Russ Ford    | Buffalo Buffeds | 6           |
| 1915 | Hugh Bedient | Buffalo Blues   | 10          |